# Mercedes de Acosta
Mercedes de Acosta (Nueva York, 1 de marzo de 1892-Nueva York, 9 de mayo de 1968) fue una poetisa estadounidense que además escribió obras de teatro y diseñó ropa. Se la conoce por sus relaciones románticas con Greta Garbo, Tamara Karsavina, Tallulah Bankhead, Marlene Dietrich, Alla Nazimova, Eva Le Gallienne, Isadora Duncan, Katharine Cornell, Maude Adams, Ona Munson ("Belle Watling" en la película Lo que el viento se llevó), Adele Astaire y otras. En una ocasión declaró que podía quitarle cualquier mujer a un hombre ("I can get any woman from a man").
No todo el mundo aprobaba su reputación. Alice B. Toklas, otra lesbiana conocida, escribió a Anita Loos:

[...] no puedes deshacerte de Mercedes tan tranquilamente —ha tenido a dos de las mujeres más importantes de EE.UU: Greta Garbo y Marlene Dietrich—.

Cuatro de sus obras de teatro fueron producidas, y una novela y tres volúmenes de poesía fueron publicados.

## Primeros años
Su padre, Ricardo de Acosta, era cubano hijo de asturianos, y su madre, la andaluza Micaela Hernández de Alba y de Alba, era descendiente de los Duques de Alba. Mercedes de Acosta nació en Nueva York en 1892.  Tuvo varios hermanos: Aída, Ricardo Jr, Ángela, María y Rita. Esta última se convertiría en una modelo famosa, de nombre artístico Rita Lydig.
Mercedes de Acosta se casó con Abram Poole (1882–1961), un pintor de renombre, en 1920. Se divorciaron en 1935. Fue un matrimonio de conveniencia para mantener las apariencias, ya que tanto él como ella eran homosexuales.

## Vida privada

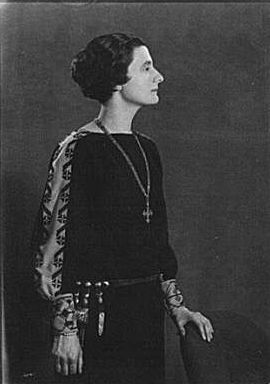
Mercedes de Acosta, después de 1919.

Pese a su talento en el terreno profesional, sin duda ha sido su vida privada la que hizo a Mercedes famosa en los corrillos de Hollywood. Mantuvo diversas relaciones lésbicas con la élite de Hollywood, y aunque el lesbianismo y la bisexualidad en los primeros años de Hollywood eran comunes, ella fue una de las pocas personas que no intentó ocultar su sexualidad.
En 1916 tuvo una aventura con la actriz Alla Nazimova, y poco después otra con la joven y también actriz Tallulah Bankhead. Más tarde tuvo de nuevo otra con la bailarina Isadora Duncan. Al poco de casarse con Abram Poole en 1920, de Acosta se implicó en una turbulenta relación que duró cinco años con la actriz Eva Le Gallienne. Las dos mujeres viajaban y se iban de vacaciones juntas con mucha frecuencia, a veces visitando a la famosa escritora Natalie Barney en Europa. De Acosta escribió dos obras de teatro para Eva en aquella época, Sandro Botticelli y Jehanne de Arc. Ninguna de las dos tuvo demasiado éxito, y la combinación del fracaso financiero de las obras y del carácter posesivo y celoso de Mercedes hicieron que la aventura llegara a su fin.
Durante la siguiente década Mercedes llegó a tener una multitud de compañeras, de las cuales la mayoría eran jóvenes promesas o viejas glorias, incluyendo a la supuesta prometida de Rudolph Valentino, Pola Negri, la escritora Edith Wharton, la escritora y actriz de teatro Katharine Cornell, Dorothy ("Dickie") Fellowes-Gordon, y la escritora Amy Lowell.
De Acosta tuvo una relación con la bailarina casada rusa Tamara Platonovna Karsavina a lo largo de su vida, tras conocerse ambas por primera vez en 1920. Las dos fueron tanto amigas como amantes, y Karsavina fue una de las pocas personas que continuó siendo amiga de Mercedes tras la publicación de la polémica autobiografía de De Acosta, en la que se exponían al público muchas de las relaciones que mantuvo.

## Relación con Greta Garbo

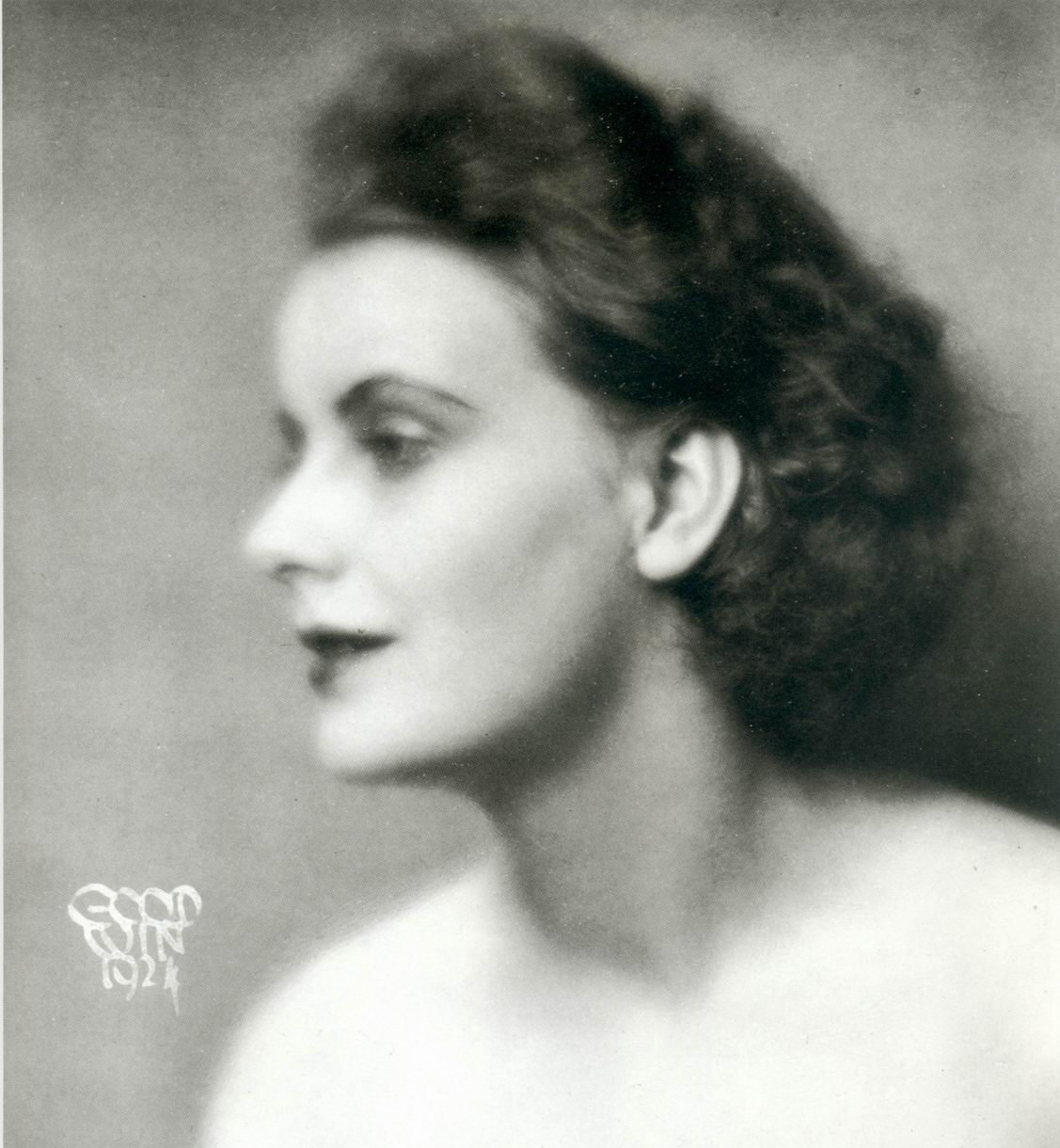
Greta Garbo en 1924.

En 1931, conoció y rápidamente tuvo una aventura con Greta Garbo. La amante por entonces de Acosta, la escritora Salka Viertel, fue quien las presentó. La relación de Mercedes con Garbo se ha descrito en muchas ocasiones como "el amor de su vida".
Es dudoso que Garbo compartiera esos sentimientos. Garbo siempre controló la relación, y las dos se fueron de vacaciones durante períodos prolongados y luego estuvieron sin verse también durante bastante tiempo sin que Garbo admitiese conocer a De Acosta. Todo se hacía según la voluntad de Garbo. En 1944 Garbo terminó la intermitente relación que mantenían. Insistió en que De Acosta dejara de mandarle sus poemas y cartas de amor. El último poema de amor conocido de Mercedes dirigido a Garbo es de ese año. Por lo que se sabe, De Acosta continuó enamorada de Garbo hasta el fin de sus días.

## Viajes a la India
En la década de 1930 Mercedes se interesó por la espiritualidad oriental gracias a una de sus conocidas, la princesa Norina Matchabelli. Norina era seguidora del místico indio Meher Baba. Durante muchos años De Acosta estuvo cautivada por Meher Baba y pasaba tiempo en su compañía cuando el indio visitaba Hollywood. De hecho, Meher Baba mencionó el afecto de Acosta por Greta Garbo, diciendo que habían estado casadas en una vida previa (de Garbo, Meher Baba dijo que era la actriz más espiritual de Hollywood en esa era). De Acosta también fue a la India para encontrarse con Meher Baba. Sin embargo, con los años fue perdiendo interés por Meher Baba, hasta que en la década de 1950 lo vio por última vez. De acuerdo con sus memorias publicadas, Here Lies the Heart (Aquí yace el corazón), Mercedes también tuvo un encuentro con Ramana Maharshi, que la dejó más impresionada que Meher Baba.

## Vida posterior y autobiografía controvertida
Sus memorias, Here Lies the Heart, fueron publicadas en 1960, ya que Mercedes estaba gravemente enferma con un tumor cerebral y necesitaba dinero.
Sus revelaciones, aunque relativamente asépticas y apoyadas por los hechos, tuvieron como consecuencia la pérdida de numerosas amistades de mujeres famosas que preferían que su sexualidad permaneciese en secreto, incluyendo la de Garbo. En particular, Eva Le Gallienne estaba furiosa y destruyó todo lo que pudiera recordarle a Acosta. Muchos la denunciaron como mentirosa, afirmando que inventaba esas historias para conseguir fama. Es poco probable, ya que la mayoría de los amoríos han sido confirmados a través de la correspondencia privada y muchos eran conocidos en los mentideros de Hollywood, pero se mantenían lejos de los periódicos para no perjudicar las carreras de las actrices.
Se vio separada de muchos de sus amigos y en dificultades financieras crecientes. De Acosta murió a los 76 años relativamente pobre y olvidada.
Está enterrada con su madre y hermana, Rita Lydig, en el cementerio de Trinity en Washington Heights, en la ciudad de Nueva York.

## Literatura
El escritor Montero Glez ha evocado la relación lésbica entre Greta Garbo y Mercedes de Acosta en su cuento «El secreto de la Garbo», publicado en el libro Polvo en los labios (Editorial Lengua de trapo, 2012).
Su obra poética consta, fundamentalmente, de tres libros publicados en vida: Moods (prose poems) (1919), Archways of Life (1921) y Streets and Shadows (1922). Una amplia compilación de estos tres poemarios apareció, por primera vez, en traducción al español bajo el título de Imposeída (46 poemas) (Las Cruces, NM: Eds. La Mirada, 2016, ISBN 978-0-9911325-4-6), volumen editado y prologado («Mercedes de Acosta en traje de poeta») por Jesús J. Barquet y Carlota Caulfield, quienes realizaron además la traducción poética acompañados por Joaquín Badajoz. En 2017, Imposeída reaparece bajo el sello de Ediciones Holguín (ISBN 978-959-221-448-1), en Cuba; y en 2018, una versión ampliada y revisada de Imposeída reaparece en formato bilingüe (español / inglés) en Ediciones Torremozas (ISBN 978-84-7839-763-1), en Madrid, España.